# دين كولمان
دين كولمان (بالإنجليزية: Dean Coleman)‏ (18 سبتمبر 1985 في المملكة المتحدة - ) هو لاعب كرة قدم بريطاني في مركز حراسة المرمى. لعب مع نادي والسول وHalesowen Town F.C. ‏ ونادي كيدرمينستر هاريرز لكرة القدم وبرومزغروف روفرز ‏ وويلنهول تاون ‏.

## وصلات خارجية
- دين كولمان على موقع قاعدة بيانات كرة القدم.إي يو (الإنجليزية)
- دين كولمان على موقع Soccerbase.com (لاعب) (الإنجليزية)